# 다우다 자와라
다우다 카이라바 자와라 경(Sir Dawda Kairaba Jawara, GCMG, 1924년 5월 16일~2019년 8월 27일)은 감비아의 정치인이다.
영국의 글래스고 리버풀에서 수의학을 배웠으며, 엘리자베스 2세를 여왕으로 세운 감비아의 초대 총리를 지냈고, 이후 감비아 공화국이 출범하자, 1970년 초대 감비아의 대통령으로 선출되었다.
1981년 찰스 왕세자와 다이애나 왕세자비의 결혼식에 참석하는 동안, 쿠코이 사냥(Kukoi Sanyang)이 쿠데타를 일으켰으나, 세네갈 군의 지원으로 인해 진압되었다. 그러나 이후 1994년 야히아 자메 중위가 일으킨 쿠데타로 실각했으며, 2002년까지 망명 생활을 하다가 감비아로 돌아왔다. 이후 그는 파자라(Fajara)에 거주하던 중 2019년 사망하였다.
1984년 대한민국을 방문한 바 있다.

## 역대 선거 결과
| 선거명      | 직책명          | 대수 | 정당       | 득표율 | 득표수    | 결과 | 당락 |
| ----------- | --------------- | ---- | ---------- | ------ | --------- | ---- | ---- |
| 1972년 선거 | 감비아의 대통령 | 1대  | 인민진보당 | 62.96% | 65,388표  | 1위  |      |
| 1977년 선거 | 감비아의 대통령 | 1대  | 인민진보당 | 69.59% | 123,297표 | 1위  |      |
| 1982년 선거 | 감비아의 대통령 | 1대  | 인민진보당 | 72.44% | 137,020표 | 1위  |      |
| 1987년 선거 | 감비아의 대통령 | 1대  | 인민진보당 | 59.18% | 123,385표 | 1위  |      |
| 1992년 선거 | 감비아의 대통령 | 1대  | 인민진보당 | 58.48% | 117,549표 | 1위  |      |

## 같이 보기
- 야히아 자메
- 감비아의 대통령